# Ctenopelma croceum
Ctenopelma croceum là một loài tò vò trong họ Ichneumonidae.